# Lèmur gris meridional
El lèmur gris meridional (Hapalemur meridionalis) és una espècie de primat estrepsirrí de la família dels lemúrids. És endèmic del sud de Madagascar, a prop de Tôlanaro. Inicialment fou descrit com a subespècie del lèmur gris oriental (Hapalemur griseus), car tenen una mida similar. Tanmateix, H. meridionalis té el pelatge més vermell i fosc, la cua més curta i vocalitzacions diferents.